# Oualid El Hasni
Oualid El Hasni (Cannes, 9 agosto 1993) è un calciatore francese naturalizzato tunisino, difensore del Marsaxlokk.

## Carriera

### Club
El Hasni è cresciuto calcisticamente nel settore giovanile del Cannes, in seguito si è unito ai tedeschi del Werder Brema.
Il 2 febbraio 2015 viene girato in prestito al Monza dal Vicenza.
Nell'agosto del 2017 si è accasato alla Triestina, neopromossa in Serie C, dall'Étoile du Sahel.

### Nazionale
Ha giocato nella nazionale tunisina Under-23.

## Statistiche

### Presenze e reti nei club
Statistiche aggiornate al 7 luglio 2022.
| Stagione              | Squadra               | Campionato            | Campionato | Campionato | Coppe nazionali | Coppe nazionali | Coppe nazionali | Coppe continentali | Coppe continentali | Coppe continentali | Altre coppe | Altre coppe | Altre coppe | Totale | Totale |
| Stagione              | Squadra               | Comp                  | Pres       | Reti       | Comp            | Pres            | Reti            | Comp               | Pres               | Reti               | Comp        | Pres        | Reti        | Pres   | Reti   |
| --------------------- | --------------------- | --------------------- | ---------- | ---------- | --------------- | --------------- | --------------- | ------------------ | ------------------ | ------------------ | ----------- | ----------- | ----------- | ------ | ------ |
| 2013-2014             | Vicenza               | 1D                    | 17+1       | 0          | CI+CI-LP        | 2+3             | 0               |                    | -                  | -                  |             | -           | -           | 23     | 0      |
| 2014-feb. 2015        | Vicenza               | B                     | 2          | 0          | CI              | 1               | 0               |                    | -                  | -                  |             | -           | -           | 3      | 0      |
| feb.-giu. 2015        | Monza                 | LP                    | 15         | 0          | CI+CI-LP        | -               | -               |                    | -                  | -                  |             | -           | -           | 15     | 0      |
| 2015-2016             | Vicenza               | B                     | 14         | 0          | CI              | 1               | 0               |                    | -                  | -                  |             | -           | -           | 15     | 0      |
| Totale Vicenza        | Totale Vicenza        | Totale Vicenza        | 33+1       | 4          |                 | 7               | 0               |                    | -                  | -                  |             | -           | -           | 41     | 0      |
| 2016-2017             | Étoile du Sahel       | CLP-1                 | 1          | 0          | CT              | 0               | 0               | CCL                | 0                  | 0                  |             | -           | -           | 1      | 0      |
| 2017-2018             | Triestina             | C                     | 23         | 0          | CI+CI-C         | 0+2             | 0               |                    | -                  | -                  |             | -           | -           | 25     | 0      |
| 2018-2019             | UTA Arad              | L2                    | 24         | 1          | CR              | 1               | 0               |                    | -                  | -                  |             | -           | -           | 25     | 1      |
| 2019-2020             | Stade Tunisien        | CLP-1                 | 17         | 1          | CT              | 2               | 0               |                    | -                  | -                  |             | -           | -           | 19     | 1      |
| 2020-2021             | Stade Tunisien        | CLP-1                 | 10         | 0          | CT              | 0               | 0               |                    | -                  | -                  |             | -           | -           | 10     | 0      |
| Totale Stade Tunisien | Totale Stade Tunisien | Totale Stade Tunisien | 27         | 1          |                 | 2               | 0               |                    | -                  | -                  |             | -           | -           | 29     | 1      |
| 2021-2022             | Floriana              | PL                    | 13+4       | 0          | CM              | 5               | 0               |                    | -                  | -                  |             | -           | -           | 22     | 0      |
| 2022-2023             | Floriana              | PL                    | 0          | 0          | CM              | 0               | 0               | UECL               | 1                  | 0                  |             | -           | -           | 1      | 0      |
| Totale Floriana       | Totale Floriana       | Totale Floriana       | 13+4       | 0          |                 | 5               | 0               |                    | 1                  | 0                  |             | -           | -           | 23     | 0      |
| Totale carriera       | Totale carriera       | Totale carriera       | 141        | 2          |                 | 17              | 0               |                    | 1                  | 0                  |             | -           | -           | 159    | 2      |

## Palmarès

### Club

#### Competizioni nazionali
- Coppa di Malta: 1

Floriana: 2021-2022